# Jeanna Falk
Jeanna Bjuggren, känd under flicknamnet Jeanna Falk, född 15 augusti 1901 i Stockholm, död 16 juli 1980 i Stockholm, var en svensk danskonstnär och danspedagog.
Falk studerade dans och musik i Dresden-Hellerau, Jaques-Dalcroze 1920–1921 och i Wigmanskolan, Dresden, 1921–1923, där hon fick lärardiplom. Jeanna Falk debuterade efter dansaftnar på kontinenten i Stockholm 1924 och grundade samma år ett eget så kallat plastikinstitut, där hon lärde ut konsten att röra sig uttrycksfullt. Hon företog studieresor till Tyskland, Österrike, Italien. Falk blev lärare vid Dramatiska teaterns elevskola i ämnet dans och plastik 1926 och vid Kungliga musikhögskolans operaskola från 1939. Hon gjorde dans- och plastikregi av Midsommarnattsdröm på Dramatiska teatern 1927, på Kungliga teatern 1930 av Köpmannen i Venedig och Innanför grindarna på Vasateatern 1936.
Jeanna Falk, vars föräldrar var kantor Ferdinand Falk och Ida Rosenberger, gifte sig 1933 med Björn Bjuggren (1904–1968). Makarna är begravda på Lidingö kyrkogård.